# LBRY

Logo di LBRY

LBRY (pronunciato come "library") è un protocollo blockchain di condivisione di video e altri file multimediali, utilizzato per la creazione di diverse piattaforme di condivisione video, tra cui Odysee, che si propone come alternativa decentralizzata a YouTube , tracciando di meno gli utenti e dando maggior spazio alla libertà di espressione .

Sebbene le principali piattaforme basate sul protocollo LBRY siano gestite dalla società LBRY, Inc., il protocollo LBRY, in quanto open source, è utilizzabile da chiunque abbia le capacità tecniche per farlo, per poter creare nuove piattaforme basate su di esso.

## Storia
Il protocollo LBRY è stato creato nel 2015 dal libertario americano Jeremy Kauffman, attuale CEO, e Jimmy Kiselak, attuale CTO. Le piattaforme create dall'azienda includono spee.ch e LBRY.tv. Odysee è una piattaforma di hosting video creata e fondata nel settembre 2020 da Julian Chandra.

## Tecnologia
Il protocollo LBRY è un protocollo decentralizzato e peer-to-peer basato sulla tecnologia blockchain e BitTorrent. È costruito in modo tale che nessuno possa rimuovere completamente un video dalla piattaforma ; ciò che le diverse piattaforme costruite sul protocollo LBRY possono fare è de-listare determinati contenuti dal proprio algoritmo di ricerca, il che tuttavia non ne determina una rimozione dal sistema blockchain di fondo.
La LBRY, Inc. gestisce una propria criptovaluta, detta LBC, che è utilizzabile da parte degli utenti per remunerare i canali che essi preferiscono. Gli utenti ricevono alcuni LBC per diverse azioni, come l'accesso giornaliero, la visualizzazione di un video o invitare altre persone ad iscriversi; possono poi donare criptovalute ad altri canali, o utilizzarle per promuovere i propri video.